# مايك جودوين
مايك جودوين (بالإنجليزية: Mike Godwin)‏ (ولد في 26 أكتوبر 1956) هو محام ومؤلف أمريكي، وفي يوليو 2007 أصبح المستشار القانوني لمؤسسة ويكيميديا.
يعرف بأنه صاحب قانون جودوين

## وصلات خارجية
- مايك جودوين على موقع إن إن دي بي (الإنجليزية)